# 앙코르 (영화)
《앙코르》(영어: Walk the Line)는 2005년 공개된 미국의 전기 드라마 영화이다. 제임스 맨골드가 감독하고 맨골드가 길 데니스와 공동 각본을 썼으며, 싱어송라이터 조니 캐시의 자서전인 Man in Black: His Own Story in His Own Words과 Cash: The Autobiography을 기반으로 하고 있다. 이 영화는 캐시의 젊은 시절, 그의 연인 준 카터와의 로맨스를 중심으로 그의 컨트리 음악 장면을 다루고 있다. 호아킨 피닉스가 캐시, 리스 위더스푼가 카터, 지니퍼 굿윈이 비비안 리베르토 캐시, 로버트 패트릭이 캐시의 아버지를 연기한다. 영화는 2005년 9월 4일 텔류라이드 영화제에서 초연 되었고, 2005년 11월 18일 20세기 폭스 배급으로 전세계에서 개봉되었다. 이 영화는 제78회 미국 아카데미상에서 남우주연상(피닉스), 여우주연상(위더스푼)과 의상상(아리안느 필립스)을 포함한 5개 부문에 후보 지명되었으며, 위더스푼의 연기는 비평가들의 찬사를 받아 여우주연상을 수상하였다. 영화는 전세계에서 1억 8,640만 달러의 수익을 벌어들였다.

## 줄거리
이 영화는 조니 캐시가 폴섬 주립 교도소에서 공연하는 1968년부터 시작한다. 수감자들이 그를 응원하는 동안, 캐시는 밴드와 함께 대기실에서 대기하며 테이블 톱을 보며 어린 시절을 회상한다. 20년 전인 1944년, 12세 조니는 아칸소주 다이엇의 목화 농장에서 형 잭, 학대하는 아버지 레이, 어머니 캐리, 그리고 두 여동생과 함께 자랐다. 어느 날, 조니가 낚시를 나간 사이에 잭이 제재소 사고로 죽는다. 레이는 잭의 죽음에 대해 조니를 비난하며 악마가 "잘못된 아들을 데려갔다"고 말한다. 1950년, 조니는 미 공군에 입대하여 서독에 주둔한다. 그곳에서 그는 기타를 구입하고 작곡을 하면서 위안을 얻고, 1952년에 "폴섬 교도소 블루스"를 작곡한다.
1954년 군에서 제대한 후, 조니는 미국으로 돌아와 여자친구 비비안 리베르토와 결혼한다. 부부는 테네시주 멤피스로 이사하고, 캐시는 늘어나는 가족을 부양하기 위해 방문 판매원으로 일하지만 성공적이지 못하다. 어느 날, 조니는 녹음 스튜디오를 지나가다가 가스펠 음악을 연주할 밴드를 결성할 영감을 얻는다. 그와 그의 밴드는 선 레코드의 소유주인 샘 필립스에게 오디션을 보고, "폴섬 교도소 블루스"를 연주한 후 필립스는 그들과 계약한다. 밴드는 조니 캐시 앤 더 테네시 투로, 다른 떠오르는 스타들인 엘비스 프레슬리, 칼 퍼킨스, 로이 오비슨, 제리 리 루이스와 함께 투어를 한다.
조니는 투어 중에 컨트리 음악 가수이자 작곡가인 준 카터를 만나고 즉시 그녀에게 반한다. 그는 그녀를 유혹하려 하지만 그녀는 부드럽게 그의 시도를 거절한다. 그럼에도 불구하고 그들은 친구가 된다. 조니는 성장하면서 약물과 알코올을 남용하기 시작하고, 비비안의 반대에도 불구하고 준에게 그와 함께 투어에 가자고 설득한다. 투어는 성공적이지만, 백스테이지에서 비비안은 조니에 대한 준의 영향력을 비판한다. 라스베이거스에서의 한 공연 후, 조니와 준은 함께 잠자리에 든다. 다음 날 아침, 준은 조니가 약을 복용하는 것을 보고 그와 함께하기로 한 자신의 선택을 의심하기 시작한다. 그날 저녁 콘서트에서 조니는 준의 명백한 거절에 화가 나서 제멋대로 행동하고, 결국 무대에서 기절한다. 준은 조니의 행동에 화가 나서 그의 약을 버리기로 결심한다. 그녀는 그에 대한 자신의 감정과 그가 중독으로 빠져드는 것을 보면서 느끼는 고통을 묘사하는 방법으로 "링 오브 파이어"를 쓰기 시작한다.
캘리포니아주로 돌아온 후, 조니는 더 많은 약을 구매하기 위해 멕시코로 여행하고 체포된다. 곧 조니와 비비안의 결혼 생활은 파탄나고; 그들은 이혼하고, 그는 1966년 테네시주 내슈빌로 이사한다. 조니는 준과 화해하기 위해 테네시주 헨더슨빌 호수 근처에 큰 집을 산다. 레이와 다른 카터 가족 구성원들이 추수감사절에 도착하고, 레이와 조니는 다투고, 준의 어머니는 준에게 조니를 도와달라고 촉구한다. 조니는 해독 치료를 받고 준 옆에서 깨어나는데, 준은 그들에게 두 번째 기회가 주어졌다고 말한다. 그들은 조심스러운 관계를 시작하지만, 준은 캐시의 결혼 제안을 거부한다.
나중에, 조니는 팬레터의 대부분이 죄수들로부터 온 것을 발견한 후 앨범을 라이브로 녹음한다. 공연은 성공적이고, 조니는 준과 그의 밴드와 함께 투어를 시작한다. 영화의 마지막에 조니는 준에게 듀엣을 하자고 초대하지만, 노래 중간에 멈추고 그녀에게 그가 결혼에 동의하지 않으면 더 이상 "잭슨"을 부를 수 없다고 말한다. 준은 승낙하고, 그들은 무대에서 열정적인 포옹을 나눈다. 나중에 조니와 그의 아버지는 가족과 함께 있으면서 관계를 화해시킨다.

## 출연
- 호아킨 피닉스 - 조니 캐시 역
  - 리지 카니프 - 어린 조니 캐시 역
- 리즈 위더스푼 - 준 카터 캐시 역
- 지니퍼 굿윈 - 비비안 리베르토 캐시 역
- 로버트 패트릭 - 래이 캐시 역
- 댈러스 로버츠 - 샘 필립 역
- 댄 존 밀러 - 루서 퍼킨스 역
- 래리 배그비 - 마셜 그랜트 역
- 셸비 린 - 캐리 캐시 역
  - 케리스 도르시 - 어린 캐티 캐시 역
- 타일러 힐턴 - 엘비스 프레슬리 역
- 와일론 패인 - 제리 리 루이스 역
- 슈터 제닝스 - 와일론 제닝스 역
- 샌드라 엘리스 라페르티 - 매벨 카터 역
- 댄 비니 - 에스라 카터 역
- 조너선 라이스 - 로이 오비슨 역
- 조니 홀리데이 - 칼 퍼킨스 역
- 루커스 틸 - 잭 캐시 역
- 맥기 몬테이스 - 레바 캐시 역
  - 칼리 나혼 - 어린 레바 캐시 역
- 와야트 엔트레킨 - 토미 캐시 아역
- 핼리 앤 넬슨 - 로잔 캐시 역

## 평가
비평가들은 긍정적인 평가를 쏟아냈으며 각종 영화 사이트에서는 83% 내외의 긍정적인 평가가 올라오기도 했다.
《볼티모어 선》의 비평가인 마이클 스래고는 "피닉스와 위더스푼은 영화의 탁월한 묘미를 살렸다. 그들은 모든 살과 뼈를 다해 영화를 이뤄냈으며 모든 움직임과 목소리도 그 모든 것을 이뤄내는 데 일조했다. 스스로 놀랄 만한 노래를 불렀으며 컨트리 음악의 묘미를 영화에서도 살려냈다."
피닉스의 연기는 로저 이버트에게 극찬을 받아 "자니 캐시의 앨범을 잘 알든 아니든의 여하에 관해 나는 그 노래를 들으면서 피닉스의 목소리가 내가 과거 자니의 앨범을 들었을 때 느낌과 똑같았음을 알아차렸다. 호아킨 피닉스는 노래를 직접 하면서 호소력을 뿜어냈고 나는 할 말을 잃었다."고 평했다.
《라스베이거스 위클리》(Las Vegas Weekly의 비평가인 제프리 앤더슨은 이 영화가 현실적이지 않고 지금 세대에 무의미하게 다가올 수도 있을 주제를 뽑아내 극적으로 살려냈으며 그 묘미를 뽑아내는 데 성공했다고 평했다.

## 수상
위더스푼의 노래는 계속적으로 높은 평가를 받았으며 아카데미상을 비롯해 수많은 상을 거머쥐는 결과를 낳았다.
- 전미 비평가 협회상 : 여우주연상
- 온라인 영화 비평가 협회 : 여우주연상
- 새틀라이트상 : 뮤지컬/코미디 영화 부문 여우주연상
- 미국배우조합상 : 영화부문 여우주연상